# Centro Giovanile Virescit Boccaleone
Il Centro Giovanile Virescit Boccaleone, meglio noto come Virescit Boccaleone, è stata una società calcistica italiana, con sede a Bergamo, nel quartiere di Boccaleone.
Fondata nel 1949 come Oratorio Boccaleone, cambiò nome in Virescit Boccaleone nel 1977 e in Virescit Bergamo nel 1988, disputando diversi campionati professionistici per poi fondersi nel 1993 con l'Alzano, andando così a creare l'Alzano Virescit.
Il livello più alto raggiunto dal club è stata la Serie C1, terza divisione del Campionato italiano di calcio, dove il miglior piazzamento ottenuto è stato un terzo posto. Nel suo palmarès può vantare la conquista di una Coppa Italia Serie C.
Il colore sociale è il viola. Disputava le gare interne all'Oratorio Boccaleone.
Nel 2012 è stata fondata l’A.S.D. Virescit che disputa le partite nel campo comunale di Longuelo.

## Storia

### Le origini
La fondazione della Virescit risale all'8 dicembre 1912, quando Società Bergamasca di Ginnastica e Scherma e Atalanta non avevano ancora istituito delle proprie sezioni dedicate al calcio. Grazie al factotum Testa, la società si affermò in molte manifestazioni sportive cittadine, anche in campo ginnico. Durante la Grande Guerra contò diversi atleti e soci caduti in battaglia: Paganoni, il tenente Vacchelli, il tenente Dolci e il sergente Brolis.
Ricostituita nel 1918, alla fine delle ostilità belliche, terminò seconda nel Torneo dei Boys organizzato dalla Bergamasca di Ginnastica e Scherma, in cui si distinsero diversi dei suoi ragazzi poi cresciuti nella più nota Atalanta: Camillo Fenili, Nino Filippini Fantoni, Francesco Malagni e Giuseppe Scarpa.
È fra le società che costituirono nel 1922 il Comitato ULIC di Bergamo organizzando diversi tornei, sempre a carattere giovanile, grazie al giovane presidente e mecenate Riccardo Barbier. Oltre alla sezione calcistica, poteva allora contare su sezioni di filodrammatica, alpina e ginnastica.

### Dalla rinascita alla Serie D

La rosa della Virescit Boccaleone per il vittorioso campionato di Serie C2 1984-1985, che valse lo storico approdo in Serie C1.

Nuovamente ricostituitasi al termine della seconda guerra mondiale col nome di Unione Sportiva Oratorio Boccaleone, si affiliò al CSI nel 1949. La squadra prendeva il nome da un oratorio della città di Bergamo, e solitamente scendeva in campo con la tradizionale maglia viola e calzoncini bianchi. Affiliatasi alla FIGC all'inizio della stagione sportiva 1970-1971, sotto la presidenza di Pietro Mangili, partì dalla Terza Categoria e ottenne la promozione in Seconda Categoria nel campionato 1971-1972, vincendo il girone C di Under-21 bergamasco.

Sotto la guida di Luciano Magistrelli i bergamaschi vinsero un campionato di Serie C2, una Coppa Italia Serie C e sfiorarono la promozione in Serie B.

A dare la svolta al club viola fu il presidente Alessandro Ghisleni, subentrato a Mangili all'inizio della stagione 1977-1978, il quale cambiò il nome della società in Centro Giovanile Virescit Boccaleone, ottenendo due promozioni consecutive dalla Prima Categoria alla Serie D.

### I campionati professionistici
Vinse quindi la Serie D 1980-1981 ottenendo l'accesso tra i professionisti. Al primo anno in Serie C2 i bergamaschi arrivarono sedicesimi e vennero retrocessi a causa di una classifica avulsa sfavorevole.
Tornata nei dilettanti la Virescit terminò il campionato Interregionale al secondo posto ma la vittoria del torneo arrivò l'anno seguente, prevalendo sul Seregno nel decisivo spareggio (2-0 dopo i tempi supplementari) e venne così promossa in Serie C2, torneo sorprendentemente vinto da matricola. Così facendo, in soli due anni i viola si trovarono addirittura in Serie C1, a sfidare squadre blasonate a livello nazionale come Modena, Parma, Piacenza e Reggiana; l'impatto con la nuova categoria fu comunque molto positivo, ottenendo un inaspettato quinto posto nel campionato 1985-1986 e annessa vittoria della Coppa Italia di Serie C.

Reggina e Virescit Boccaleone scendono in campo a Perugia il 12 giugno 1988, nello spareggio-promozione per la Serie B.

La stagione 1987-1988 rappresentò il punto più alto della Virescit Boccaleone: chiuso al terzo posto il proprio girone, andò quindi a giocare a Perugia, contro la Reggina, lo spareggio per l'approdo in Serie B, anche se il risultato finale sorrise ai calabresi (2-0).

### Il ritorno nei dilettanti e lo scioglimento
La favola dei viola, che tanto rapidamente era sorta, altrettanto rapidamente stava per finire: la Virescit Bergamo – così la società si chiamò dal 1988 in poi – in soli quattro anni tornò a disputare i campionati dilettantistici. Sfiorò il ritorno tra i professionisti nel 1992-1993, l'ultima stagione prima dello scioglimento, tramite fusione con il Football Club Alzano, che porterà alla nascita del nuovo Alzano Virescit.

## Colori e simboli

Marco Simone nella stagione 1987-1988 con la classica maglia viola della Virescit

### Colori
Il colore sociale della Virescit Boccaleone era il viola.

### Simboli ufficiali

#### Stemma
Lo stemma della Virescit Boccaleone aveva disegnato al suo interno un leone, il simbolo del quartiere bergamasco.

## Strutture

### Stadio

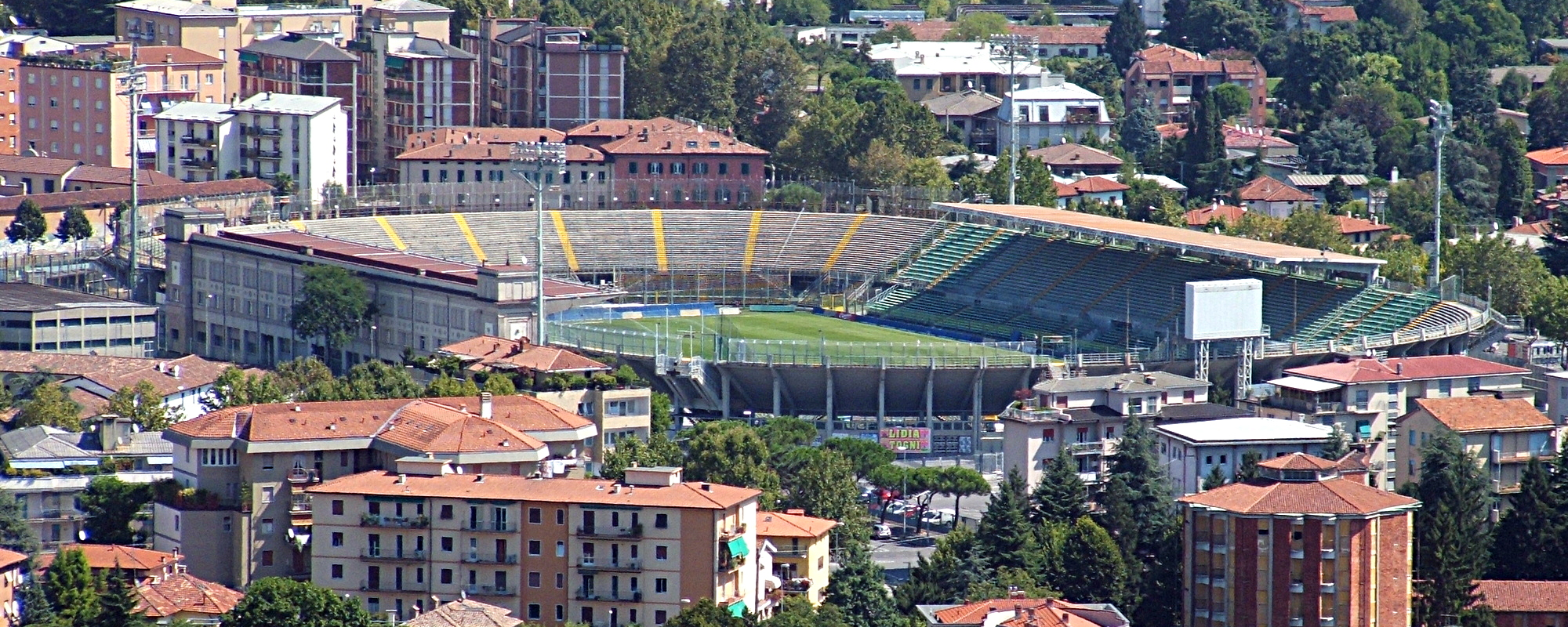
Lo stadio Comunale di Bergamo

La Virescit Boccaleone ha giocato fino al 1984 al campo dell'Oratorio di Boccaleone. Con l'immediato ritorno tra i professionisti la squadra ha traslocato a Bergamo, nello stadio Comunale, che verrà lasciato nel 1992, quando la squadra ritornò nei dilettanti e al precedente campo da gioco.

### Centro di allenamento
La Virescit Boccaleone disputava i propri allenamenti all'Oratorio Boccaleone.

## Società

### Sponsor
| Cronologia degli sponsor tecnici - 1979-1982 Nessuno - 1982-1984 ... - 1984-1985 Santini - 1985-1987 ABM - 1987-1989 Garman - 1989-1990 Tutto campo - 1990-1993 ... | Cronologia degli sponsor ufficiali - 1981-1982 Non presente - anni '80-1993 AEG Olympia |

## Allenatori e presidenti
| Allenatori - 1949-1980 ... - 1980-1982 Giampietro Biffi - 1982-1984 ... - 1984-1989 Luciano Magistrelli - 1989-1990 Giuliano Sonzogni Giancarlo Cadè Giancarlo Danova - 1990-1991 Giancarlo Danova - 1991-1992 Luciano Magistrelli - 1992-1993 Giancarlo D'Astoli | Presidenti - 1949-1970 ... - 1970-1977 Pietro Mangili - 1977-1993 Alessandro Ghisleni |

## Calciatori

### Capitani
- ... (1949-198?)
- Claudio Foscarini (198?-1991)
- ... (1991-1993)

## Palmarès

Una formazione della Virescit Boccaleone 1985-1986, vincitrice della Coppa Italia di Serie C.

### Competizioni nazionali
- Coppa Italia Serie C: 1

1985-1986

### Competizioni interregionali
- Serie C2: 1

1984-1985 (girone B)
- Serie D: 1

1980-1981 (girone B)
- Campionato Interregionale: 1

1983-1984 (girone B)

### Competizioni regionali
- Promozione: 1

1979-1980 (girone B)
- Prima Categoria: 1

1978-1979

### Competizioni provinciali
- Terza Categoria: 1

1971-1972 (girone C)

### Altri piazzamenti
- Serie C1:

Terzo posto: 1987-1988 (girone A)
- Campionato Interregionale:

Secondo posto: 1982-1983 (girone D)
- Campionato Nazionale Dilettanti:

Terzo posto: 1992-1993 (girone B)
- Coppa Italia Serie C:

Semifinalista: 1988-1989

## Statistiche e record

### Partecipazione ai campionati

#### Campionati nazionali
| Livello | Categoria                       | Partecipazioni | Debutto   | Ultima stagione | Totale |
| ------- | ------------------------------- | -------------- | --------- | --------------- | ------ |
| 3º      | Serie C1                        | 4              | 1985-1986 | 1988-1989       | 4      |
| 4º      | Serie C2                        | 5              | 1981-1982 | 1991-1992       | 5      |
| 5º      | Serie D                         | 1              | 1980-1981 | 1980-1981       | 4      |
| 5º      | Interregionale                  | 2              | 1982-1983 | 1983-1984       | 4      |
| 5º      | Campionato Nazionale Dilettanti | 1              | 1992-1993 | 1992-1993       | 4      |

#### Campionati regionali
| Livello | Categoria         | Partecipazioni | Debutto   | Ultima stagione | Totale |
| ------- | ----------------- | -------------- | --------- | --------------- | ------ |
| I       | Promozione        | 1              | 1979-1980 | 1979-1980       | 1      |
| II      | Prima Categoria   | ?              | ?         | 1978-1979       | ?      |
| III     | Seconda Categoria | ?              | 1972-1973 | ?               | ?      |
| IV      | Terza Categoria   | 1              | 1971-1972 | 1971-1972       | 1      |

### Partecipazione alle coppe
| Competizione         | Partecipazioni | Debutto   | Ultima stagione | Totale |
| -------------------- | -------------- | --------- | --------------- | ------ |
| Coppa Italia         | 2              | 1986-1987 | 1988-1989       | 2      |
| Coppa Italia Serie C | 9              | 1981-1982 | 1991-1992       | 9      |

### Statistiche individuali
| Record di presenze - 183 Valter Bonacina (1981-1986) - 181 Alessandro Roccatagliata (1982-1986 1989-1992) - 145 Claudio Foscarini (1986-1991) - 103 Luciano Adami (1984-1988) - 82 Fulvio Simonini (1982-1985) - 54 Marco Monti (1986-1989) | Record di reti - 45 Fulvio Simonini (1982-1985) - 31 Alessandro Roccatagliata (1982-1986 1989-1992) - 21 Luciano Adami (1984-1988) |